# Helicocranchia
Helicocranchia is een geslacht van inktvissen uit de  familie van de Cranchiidae.

## Soorten
- Helicocranchia joubini (Voss, 1962)
- Helicocranchia papillata (Voss, 1960)
- Helicocranchia pfefferi Massy, 1907

### Synoniemen
- Helicocranchia beebei Robson, 1948 => Helicocranchia pfefferi Massy, 1907
- Helicocranchia fisheri Berry, 1909 => Megalocranchia fisheri (Berry, 1909)